# Joe Bar Team
Joe Bar Team je slavná série motorkářských (francouzsky motards) komiksů, jejichž hlavní hrdinové zažívají nejrůznější situace a dobrodružství, s nimiž se jezdci často setkávají v reálném životě. Původně je vydali Vents d'Ouest. Myšlenku vytvořil Bar2 (Christian Debarre) a pokračoval Fane (Stéphane Deteindre), který také představil tři nové mladší postavy. 
V češtině série začala poprvé vycházet v roce 2022 nákladem joebarteam.fun
Joe Bar je slovní hříčka na barjo, hovorové slovo, které znamená ořechy. Někdy je však význam chybně vykládán slovem jobard, což znamená blázen.
Jde o komediální příběhy ze života motocyklové party z pařížského předměstí v průběhu let, vtipné historky, realistická karikatura motocyklů zajistila sérii milionové prodeje na domácím francouzském trhu, vyšla i mnoha dalších jazycích včetně češtiny.

## Historie publikace
První díl byl původně vydán v roce 1990 a celkem bylo publikováno osm dílů. Dobrodružství jezdců se původně odehrávalo v Paříži v roce 1975, ale jejich motocykly byly v některých komiksech vyměněny za modernější. Situace, ve kterých se hrdinové ocitají, jsou nadčasové a humorně zobrazují všechny aspekty povahy motorkářů.

## Současnost
Stále vychází osm dílů a speciál. První a páté album vytvořil Bar2, zbylá čtyři alba pak jeho kolega Fane.
V češtině je komiks vydáván skupinou JoeBarTeam ČR.